# Río Irpín
El río Irpín (en ucraniano: Ірпінь; en ruso: Ирпень) es un río de Ucrania, afluente por la izquierda del río Dniéper, que desemboca en este cerca del pantano de Kiev. 
Irpín fue el eje del Rus de Kiev y en las crónicas muchas veces se hace mención a este río  con motivo de ciertos hechos históricos. Uno de ellos es la batalla del río Irpín en 1321, que tuvo como resultado que Kiev y sus alrededores cayeran bajo el dominio del Principado de Lituania.
- Datos: Q942940
- Multimedia: Irpin (river) / Q942940